# Irediparra gallinacea
Irediparra gallinacea е вид птица от семейство Jacanidae, единствен представител на род Irediparra.

## Разпространение
Видът е разпространен в Австралия, Индонезия, Източен Тимор, Малайзия, Папуа Нова Гвинея и Филипините.